# В двух шагах от «Рая»
«В двух шагах от „Рая“» — советский художественный фильм на тематику Великой Отечественной войны, снятый в 1984 году режиссёром Тимуром Золоевым на Одесской киностудии.
Экранизация одноимённой повести Сергея Наумова.
Премьера фильма состоялась 6 мая 1985 года. Фильм посмотрели 12,5 млн зрителей.

## Сюжет
В 1944 году советский отряд разведчиков отправляется уничтожить немецкий склад урановой руды под кодовым названием «Рай» (нем. Paradies), который расположен в районе Карпат. Они сталкиваются с ловушкой немецкого коменданта Роота, который пытается их предать, но разведчикам удаётся успешно взорвать объект и завершить миссию.

Самоотверженны и герои фильма «В двух шагах от «Рая», тоже разведчики, возглавляемые майором Долгинцевым по кличке «Седой». Им поручено взорвать фашистский склад с радиоактивными материалами, имеющий кодовое название «Рай». В названии этом — дьявольская ирония: ведь его содержимое может обернуться для людей настоящим адом. Склад расположен где-то высоко в горах, укрыт под землёй. Вокруг хранилища выставлены усиленные патрули, дозоры, караулы. Они — как заслон, как преграда против тех, кто захотел бы добраться до смертоносного груза. Три предыдущие попытки уничтожить склад не увенчались успехом — группа «Седого» предпринимает четвёртую и последнюю картину.
— Валентин Михалкович, журнал «Советский экран», 1985 год

## В ролях
- Ремигиюс Сабулис — капитан Долгинцев («Седой»)
- Мартыньш Вилсонс — Франц (Карл)
- Алексей Булдаков — Толстых (Егорыч)
- Виктор Евграфов — Чиликин
- Роландс Загорскис — Долечек
- Мухтарбек Кантемиров — Владимир Астаев
- Ирина Мельник — Ирина
- Валентинас Масальскис — Роот
- Любомирас Лауцявичюс — Хениш
- Николай Олейник — полковник
- Леонардас Зельчюс — фельдфебель Кройш
- Александр Мовчан — генерал разведки

## Литературная основа
Фильм снят по одноимённой повести Сергея Наумова. В основу повести легли события Великой Отечественной войны. Повесть впервые была опубликована в первом выпуске журнала «Искатель» за 1981 год. Через год повесть была опубликована в сборник рассказов и повестей Сергея Наумова «Время талых снегов».

## Критика
Слышали ли вы, к примеру, про зловещий склад урановой руды, запрятанной гитлеровцами в горах Чехословакии? И про то, как группа наших разведчиков в 1944 году этот смертоносный склад уничтожила? Если и слышали, то скорее всего мимоходом. Режиссёр Тимур Золоев, известный по фильмам «За твою судьбу», «Отпуск, который не состоялся», «Ожидание полковника Шалыгина», судя по его новой работе, поставил перед собой по крайней мере две задачи: рассказать о малоизвестных фактах недавней истории и увлечь зрителя остротой столкновений, драматург которых — сама жизнь.
— Андрей Плахов, журнал «Спутник кинозрителя», май 1985 года

В отличие от многих военных фильмов, «В двух шагах от «Рая» не претендует на серьёзность — это просто развлекательная приключенческая картина по роману Сергея Наумова «На расстоянии крика».
— Никита Лазаренко